# Kalimantan Centrale
Kalimantan Centrale (Indonesiano: Kalimantan Tengah spesso abbreviato in Kalteng) è una provincia dell'Indonesia, una delle quattro presenti nel Kalimantan - la parte indonesiana dell'isola di Borneo. La capitale della provincia è Palangkaraya.
La provincia ha una popolazione di 1.912.747 di abitanti (2007). La popolazione crebbe il 2.7% annuo tra il 1990 e il 2000, uno dei più alti in Indonesia. 
Kalimantan Centrale è abitata dai Dayak, gli abitanti indigeni del Borneo. La provincia fu creata negli anni '50, suddividendo la provincia di Kalimantan Meridionale, per dare alla popolazione Dayak maggiore autonomia dal resto della popolazione di fede islamica.

## Geografia politica
Il Kalimantan Centrale è diviso in 13 reggenze (kabupaten) e una municipalità (kota).

Le reggenze sono: 
- Barito Meridionale
- Barito Orientale
- Barito Settentrionale
- Gunung Mas
- Kapuas
- Katingan
- Kotawaringin Occidentale
- Kotawaringin Orientale
- Lamandau
- Murung Raya
- Pulang Pisau
- Sukamara
- Seruyan

L'unica municipalità della provincia è
- Palangka Raya